# Nordkaukasien

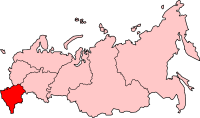
Nordkaukasus i Ryssland

Nordkaukasien, Nordkaukasus, eller Ciskaukasien/Ciskaukasus, är den norra delen av  Kaukasus som ligger på gränsen mellan Europa och Asien, och kan användas för att benämna både den geografiska och den ekonomiska regionen i Ryssland. 
Nordkaukasien består politiskt sett av området norr om Stora Kaukasus: ett antal ryska republiker samt regioner i Georgien och Azerbajdzjan. Den ryska delen är en del av Södra federala distriktet och består av Krasnodar kraj, Stavropol kraj samt de autonoma republikerna Karatjajen-Tjerkessien, Kabardino-Balkarien, Adygien, Nord-Ossetien, Ingusjetien, Tjetjenien och Dagestan. I Georgien utgör Nordkaukasus regionerna Tusjeti, Chevsurien och Chevi.
Geografiskt består det av nordsidan och de västligaste områdena av Stora Kaukasus, samt delar av de sydvästra delarna (fram till floden Psou). Stäppområdet Förkaukasus omtalas ibland som en del av Nordkaukasien. I väst gränsar området till Azovhavet och Kertjsundet samt i öst till Kaspiska havet.